# Música de Argelia
La música de Argelia es prácticamente sinónimo de raï entre los extranjeros; este género musical alcanzó gran popularidad en Francia, España y otras partes de Europa. Durante varios siglos, la música argelina fue dominada por estilos heredados de al-Ándalus, formando finalmente un toque norte africano exclusivo sobre esas formas poéticas. Este tipo de música también ha incluido suites llamadas nuubaat (singular de nuuba). Derivados posteriores incluyen rabaab y hawzii.

## Géneros

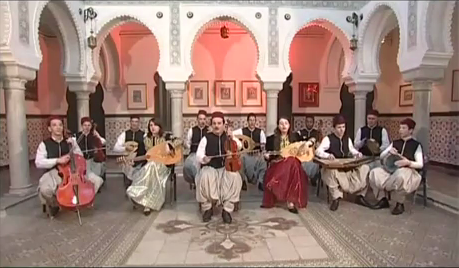
Orquesta algeriana de música andalusí

La música de Argelia ofrece una rica variedad de géneros: música popular (ahaabi), música andalusí (malouf man'aa, mharnati, etc.), árabe clásica, música beduina y berbera (mtaifi, raï, kabyle, shawi, touareg, gnawa etc.).
Jaled Hadj Ibrahim, conocido como Cheb khaled, es considerado como el rey de la música raï que alcanzó fama internacional; la música raï es muy popular en Argelia, Marruecos, Francia, Túnez, Perú, Libia, Egipto y todos los países árabes. Raï es una salida creativa para expresar el descontento político. Esta música es una mezcla entre la música occidental y la música beduina.
Staifi es el género de música iniciado y creado en la ciudad de Eu-eulma. Este género se utiliza principalmente en celebraciones de bodas, «palabras limpias para el amor puro».
Sha-bii es, en países del norte de África, música folclórica; en Argelia, sin embargo, se refiere a un estilo de música popular urbana reciente, del que el artista más conocido fue El Hajj Muhammad El Anka, considerado el gran maestro de la música clásica andaluza. Los verdaderos estilos de música popular incluyen hofii, una forma de música vocal femenina y zindalii, de Constantinopla.
El malouf es la música árabe-andaluza de Constantinopla y también es conocida en Túnez y en Libia. Es un gran número de repertorios musicales diversificados de Argelia. Sin embargo, malouf no puede competir comercialmente con la música popular, y únicamente sobrevivió a causa de los esfuerzos del gobierno de Túnez y de varios particulares. Malouf todavía se realiza en público, especialmente en bodas y ceremonias de circuncisión, aunque las grabaciones son relativamente raras.

## Músicos importantes

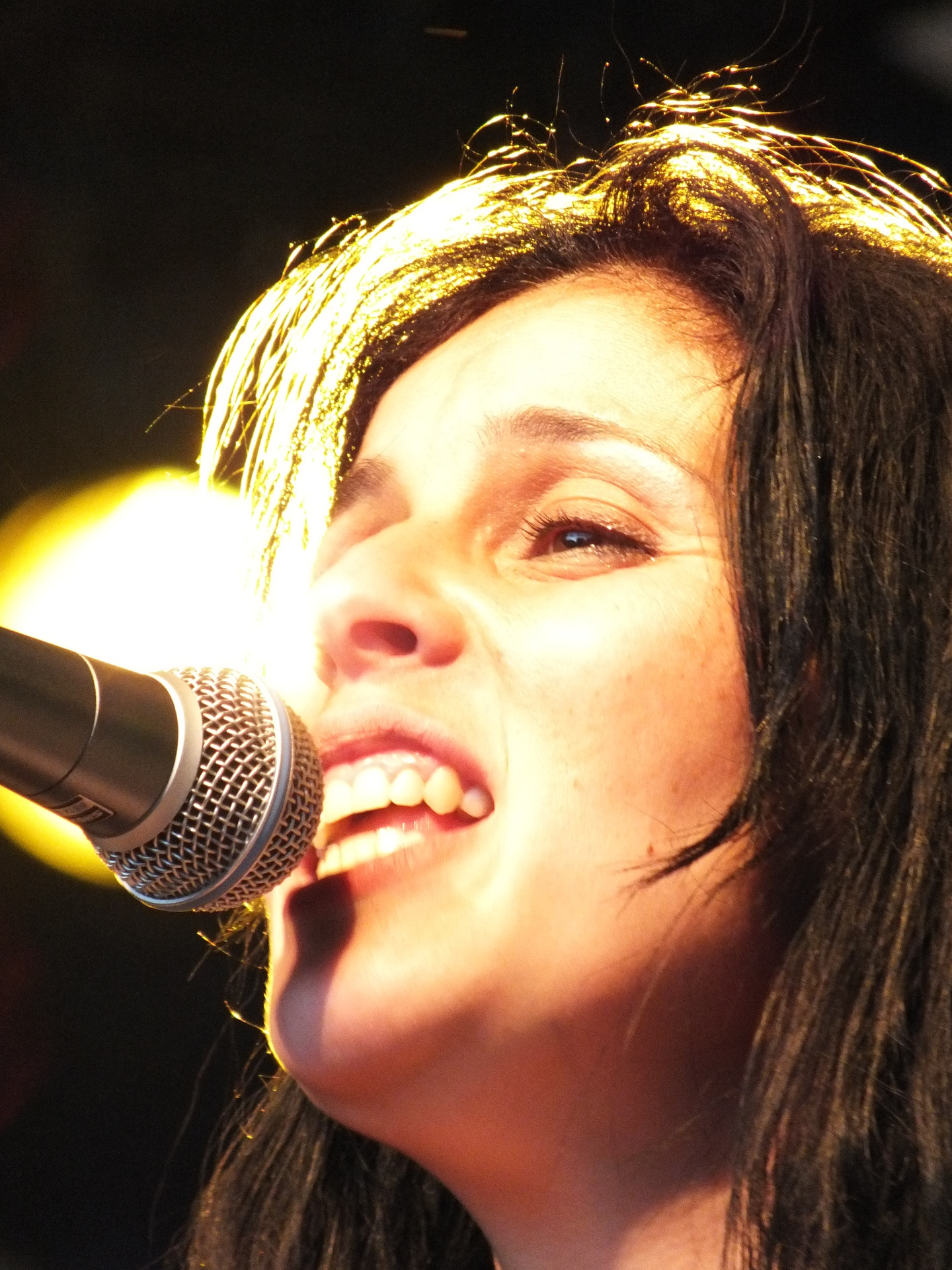
Souad Massi.

- Cheikh Larbi Ben Sari, compositor y músico de la escuela Tremecén de  música gharnati (música de al-Ándalus).
- Abdelkrim Dali, música clásica.
- El Hadj M'Hamed El Anka, música clásica.
- Cheikh Mohamed El Ghafour, músico de la escuela Tlemcen de la música Hawzi.
- Mohamed Tahar Fergani, músico y maestro del estilo clásico Malouf.
- El Hachemi Guerouabi, músico y reformador del estilo clásico Chaabi.[1]
- Fadhéla Dziria, estilo clásico Hawzi cantante de música.
- Kamel Messaoudi, cantante de música Chaabi.
- Amar Ezzahi, cantante de música Chaabi.
- Warda, cantante de música oriental árabe clásico.[2][3]
- Dahmane El Harrachi, cantautor y escritor de música Chaabi.
- Zaho, una cantante argelina de R & B que vive en Canadá.[4]
- Souad Massi, cantante, compositora y guitarrista que ahora vive en Francia.
- Karim Abranis, compositora y guitarrista de Karim Abranis que ahora viven en Francia.
- Lounes Matoub, cantante y poeta.[5]
- Khaled, Rey de Raï. Cantante, compositor que ahora vive en Francia.
- Rachid Taha, su música mezcla rock, punk y techno con instrumentos tradicionales árabes.[6][7]
- Cheb Mami, Príncipe de Raï.
- Raïna Raï, banda Raï de Sidi Bel Abbes.
- Cheikha Remitti, cantante Raï de Sidi Bel Abbes.
- Djamel Allam, cantante Béjaïa.
- Aïssa Djermouni cantante y poeta chaoui.
- Blond-Blond, cantante judío argelino de Orán, con repertorio franco-árabe.
- Slimane Azem, cantante y poeta, en idioma cabilio.
- Jamel Bensbaa, cantante en chaoui autodidacta.
- Djamel Sabri, pionero del rock chaoui.